# Rosenau (Adelsgeschlecht)

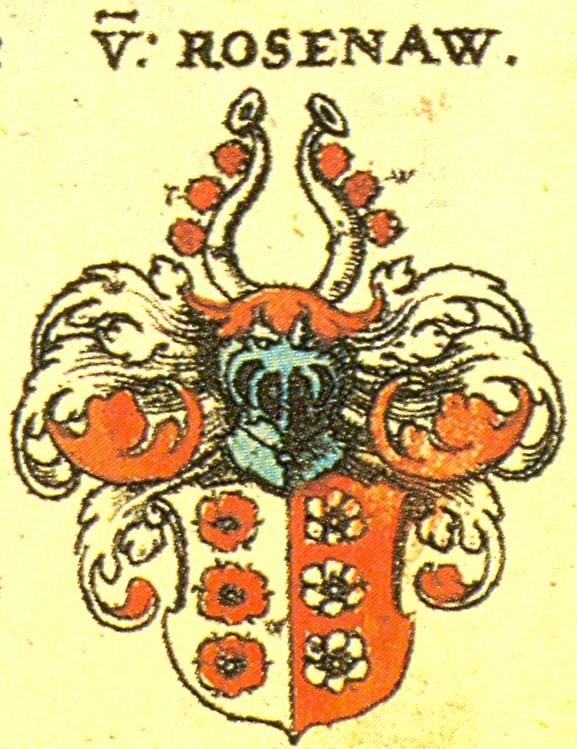
Stammwappen derer von Rosenau, nach Siebmachers Wappenbuch

Rosenau (auch Rosenawe, Ritter von Rosenau, Edelherren von Rosenawe, Rosenauer) ist der Name eines in Oeslau und in Coburg begüterten ritterlichen Adelsgeschlechts, das spätestens ab dem 15. Jahrhundert das Münzmeisteramt in Coburg besaß.

## Geschichte

### Ursprung und Besitztümer

#### Stammsitz der Ritter von Rosenawe
Das Rosenauer Geschlecht ist als Ritter von Rosenawe seit der zweiten Hälfte des 14. Jahrhunderts urkundlich nachweisbar. Das Schloss Rosenau (Coburg) bei Oeslau wird 1439 als Besitz der Edelherren von Rosenawe erstmals in einer Urkunde des Klosters Sonnefeld erwähnt. Das Schloss könnte vermutlich bereits vor 1430 bestanden haben, als die Rosenauer durch den Erwerb von Gütern um Coburg in Erscheinung traten. Für ein Adelsgeschlecht war die Benennung nach ihrem Stammsitz, hier der Rosenau, üblich, sodass entsprechend ein Gutshof oder eine Kemenate dieses Namens bei Oeslau bereits existiert haben müsste.
Der 1394 bekundete Münzmeister Friedrich von Ouwe, Familienmitglied derer von Ow (Adelsgeschlecht), das in Bamberg schon 1250 dieses Amt innehatte, zählt wahrscheinlich zur Stammlinie von Rosenawe.
1374 wurde das Geschlecht unter den Teilnehmern eines Turniers in Esslingen genannt.

#### Burgen, Schlösser und Häuser derer von Rosenau
Der auch in Südthüringen und im Raum Gotha reich begüterten Familie gehörte ab 1410 das Coburger Münzmeisterhaus, das die Rosenauer 1444 als dreigeschossiges Wohnhaus des Münzmeisters neu errichten, ab 1425 das Wasserschloss Mitwitz, 1451 das Wasserschloss Oeslau, 1489 Gauerstadt sowie eine Reihe von Gutshöfen im Coburger Land. 1501 kamen Dorf und Schloss Ahorn dazu. 1516 wurde ein Anton von Rosenau auf Schloss Eichhof (Coburg) genannt. Folgende Burgen, Schlösser und Häuser gehörten somit im Laufe der Geschichte derer von Rosenau:
- Schloss Rosenau (Coburg)
- Coburger Münzmeisterhaus
- Wasserschloss Mitwitz in Mitwitz, im Steinachgrund an der Mündung der Föritz in die Steinach
- Gauerstadt, Ortsteil von Bad Rodach, sowie einige Gutshöfe im Coburger Land
- Schloss Ahorn mitsamt Dorf Ahorn
- Schloss Eichhof, im Stadtteil Scheuerfeld (Coburg), Ortsteil Eichhof (Coburg)
- Rosenauer Burg, Wasserburg in Coburg, ab 1434, unweit der äußeren Befestigungsanlage der Stadt Coburg

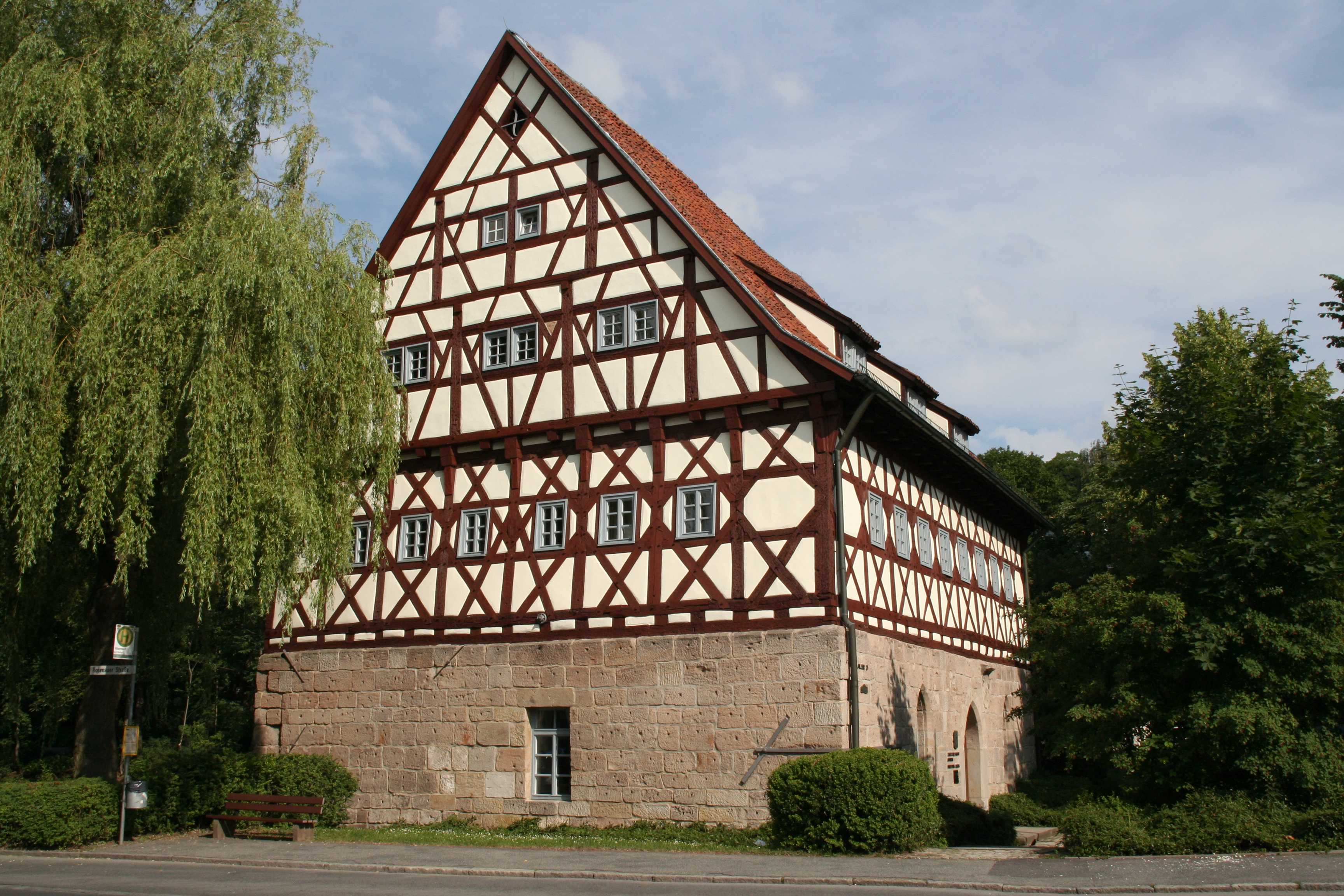
Rosenauer Burg in Coburg
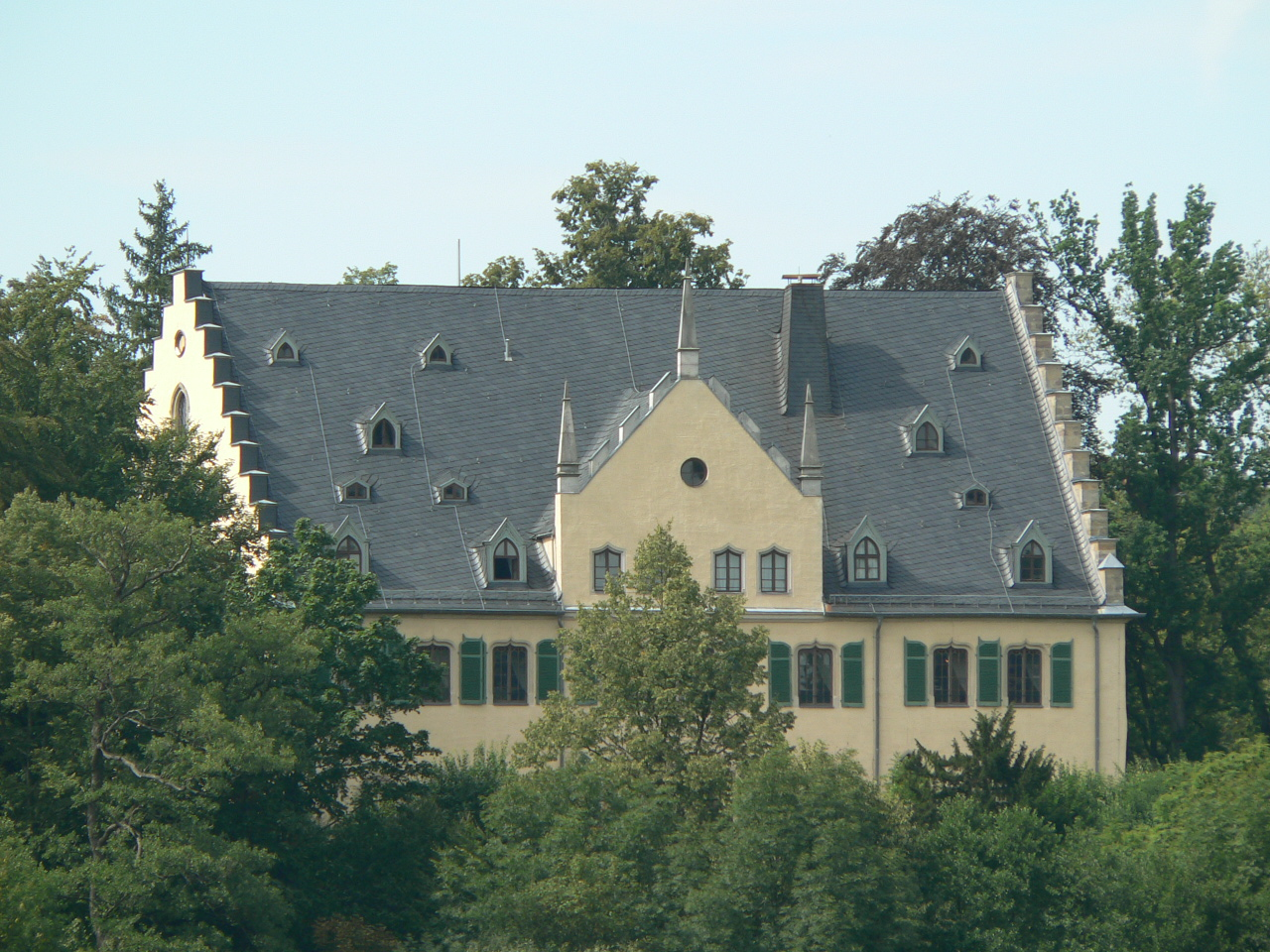
Schloss Rosenau (Coburg) bei Oeslau, hervorgegangen aus dem Stammsitz der Rosenauer
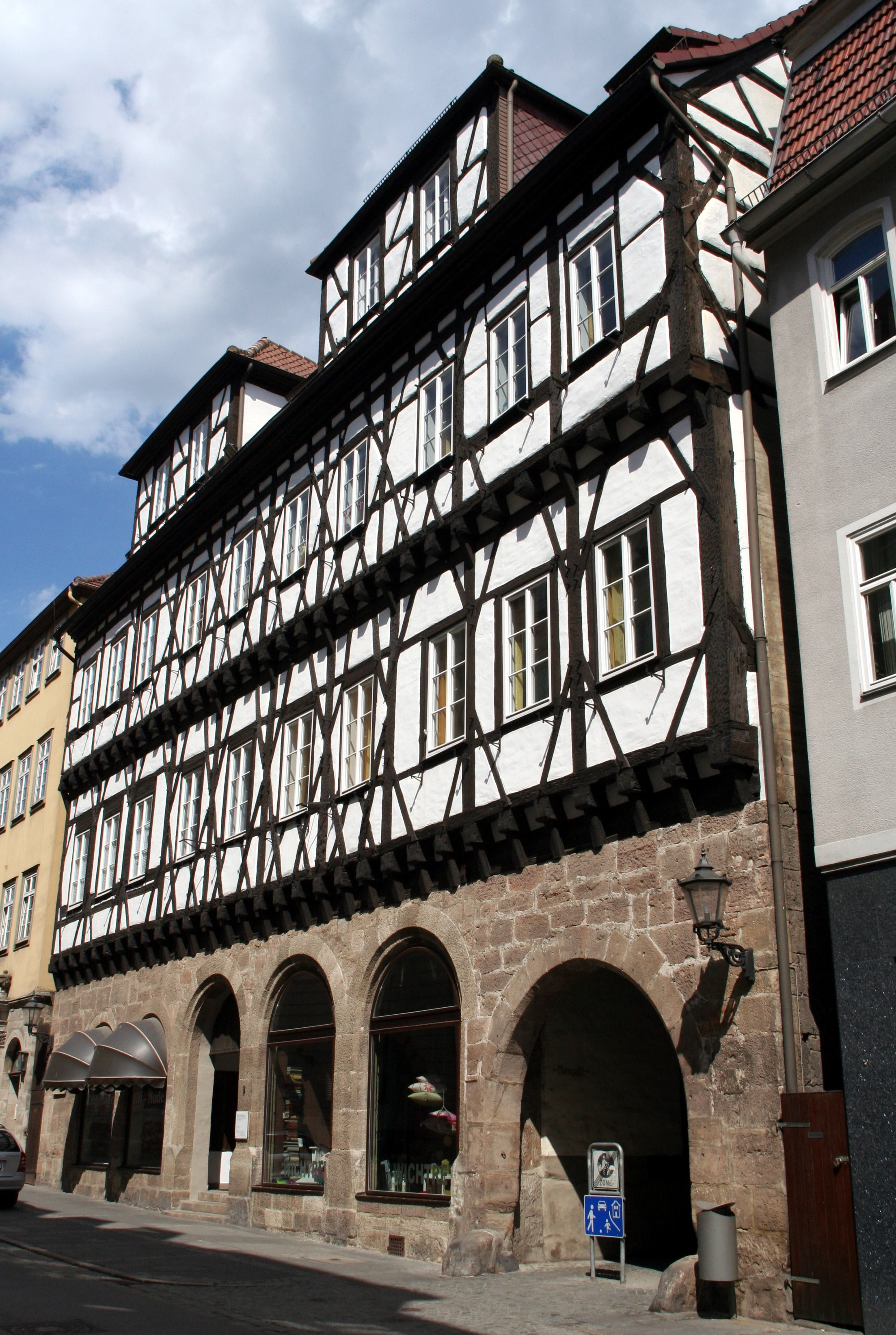
Münzmeisterhaus in Coburg, ab 1410 ehemals im Besitz der Münzmeister aus dem Adelsgeschlecht derer von Rosenau
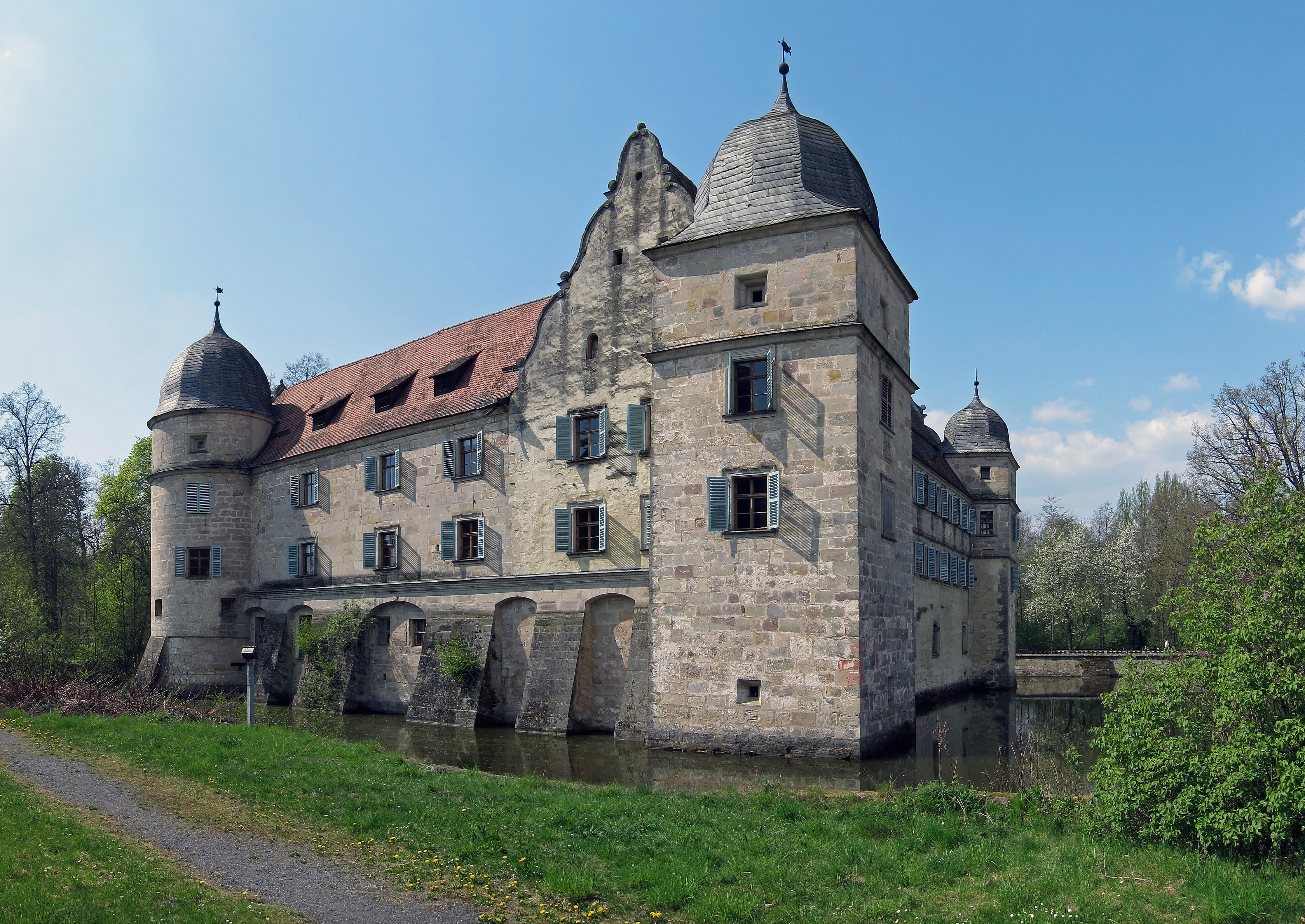
Wasserschloss Mitwitz, einst im Besitz derer von Rosenau (ab 1425)
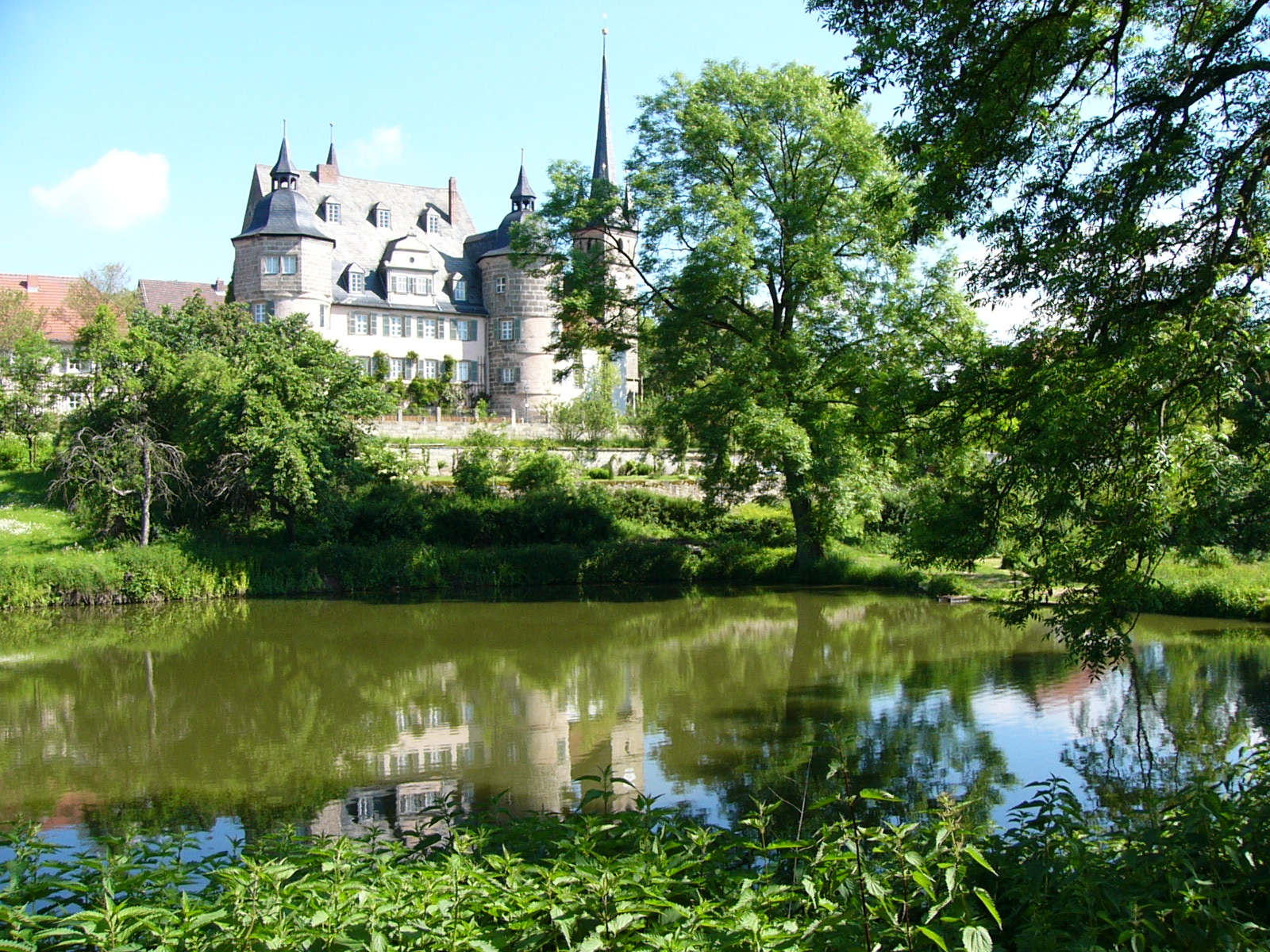
Schloss Ahorn, in der gleichnamigen Gemeinde Ahorn (Landkreis Coburg), ab 1501 im Besitz derer von Rosenau

#### Die Münzmeister von Coburg und andere Rosenauer
Die Münzmeister Heinz und Günter von Rosenawe, deren Adelsprädikat bis 1433 vorübergehend wegen unschicklicher Lebensführung aberkannt worden war, erwarben 1432 für 6.000 Rheinische Gulden von Herzog Sigismund von Sachsen mehrere Güter bei Coburg. Sie erbauten 1434 die Rosenauer Burg als Wasserschloss unweit der äußeren Befestigungsanlage der Stadt Coburg. In dieser Zeit wurde den Brüdern das Recht verbrieft, Coburger Münzen zu schlagen. 1456 wurde Sylvester von Rosenau mit Ottenwein und Neida belehnt. Seine Nachkommen erwarben später die Güter in Thüringen. 1500 zählte Merten von Rosenau zur stolbergischen Ritterschaft. Lucas v. R. war 1520 Kanoniker zu Mainz, Worms und Würzburg und starb 1531 in Mainz. Sylvester II., Heintze und Valentin von Rosenau waren um die Mitte des 16. Jahrhunderts Hofgerichts-Beisitzer zu Coburg.
Drei Jahrhunderte lang war der Name derer von Rosenau, deren Reichtum auf landwirtschaftlichen Gütern aufgebaut war, eng mit dem Schloss Rosenau am Steilufer der Itz verbunden. Im so genannten Frühkapitalismus ab Ende des 16. Jahrhunderts bekamen die Großgrundbesitzer die Folgen, die das Aufblühen des Fernhandels in Verbindung mit industriellem Verlegertum mit sich brachten, zu spüren. Die wirtschaftlichen Erträge gingen für die Rosenauer beängstigend zurück, was zur fortschreitenden Verschuldung der umfangreichen Familienbesitzungen führte.
Martin von Rosenau verkaufte die Rosenauer Burg in Coburg 1556 als letzter Besitzer aus dem Rittergeschlecht an Christoph von Hessberg, von dem 1611 Herzog Johann Casimir das verschuldete Anwesen erwarb. Sylvester von Rosenau, Freund Luthers und Melanchthons, vererbte seinem Sohn Hans Berthold Schloss Rosenau und die Güter bereits hoch verschuldet. Auch dieser konnte das Erbe zu keiner neuen Blüte führen, so dass sein Nachfolger Adam Alexander von Rosenau notgedrungen das alte Schloss an Herzog Johann Casimir veräußern musste, den Verkauf jedoch 1637 wieder rückgängig machen konnte. 1664 verstarb hier Adam Siegmund von Rosenau als coburgischer Landesmajor und Kriegscommissar.

#### Der Verlust der Rosenau und das Erlöschen der Stammlinie
1704 ging die Rosenau der gleichnamigen Familie endgültig verloren. Der österreichische Freiherr Ferdinand Adam von Pernau, seit 1690 in Diensten des Herzogs Albrecht, erwarb das Schloss Rosenau samt Nebengebäuden als Sommersitz und Studienplatz für seine vogelkundlichen Forschungen. Zu dieser Zeit bestand das eher burgähnliche Anwesen aus dem Palas mit daran gestelltem Rundturm, den Resten der ursprünglichen Ringmauern mit zwei Wehrturmruinen und der Vorburg mit Stallungen, das Ganze umgeben von einem weitläufigen, verwilderten Park. Im Inneren des Palas befand sich ein nach Osten hin offener Arkadenbau aus dem 17. Jahrhundert, Ehrenhof genannt, den der italienische Baumeister Giovanni Bonalino mit gotischen Elementen gestaltet hatte.
Das Rittergut Rosenau bei Oeslau gehörte dem Ritterkanton Baunach an, in dem das Geschlecht von Rosenau von dessen Erwerbung an immatrikuliert war. 1713 trat ein v. Rosenau als Dänischer Generalmajor in Jütland in Erscheinung. Der letzte Rosenauer verstarb 1825 auf einem Gut in Sülzenbrücken in der Gemeinde Amt Wachsenburg bei Gotha.

### Namensträger der Stammlinie
- Heinz und Günter von Rosenawe (lebten um 1433), Münzmeister, Adelsprädikat bis 1433 vorübergehend wegen unschicklicher Lebensführung aberkannt
- Sylvester von Rosenau (lebte um 1456), Nachkommen erwarben später Güter in Thüringen
- Anton von Rosenau (lebte um 1517)
- Merten von Rosenau (lebte um 1500), gehörte zur stolbergischen Ritterschaft
- Lucas von Rosenau (lebte um 1520; † 1531 in Mainz), Kanoniker zu Mainz, Worms und Würzburg
- Sylvester II., Heintze und Valentin von Rosenau (lebten um Mitte des 16. Jahrhunderts), Hofgerichts-Beisitzer zu Coburg
- Martin von Rosenau (lebte um 1556), letzter Besitzer aus dem Rittergeschlecht
- Sylvester von Rosenau, Freund Luthers und Melanchthons, zeugte Sohn Hans Berthold
  - Hans Berthold von Rosenau, zeugte Adam Alexander
    - Adam Alexander von Rosenau (lebte um 1637)
- Adam Siegmund von Rosenau (* vor 1664; † 1664), coburgischer Landesmajor und Kriegskommissar
- NN von Rosenau (lebte um 1713), dänischer Generalmajor in Jütland
- NN von Rosenau (* vor 1825; † 1825 auf Gut in Sülzenbrücken bei Gotha), letzter Abkömmling der Stammlinie derer von Rosenau

### Nobilitierungen
Die Familienmitglieder derer von Rosenau sind als Ritter von Rosenawe seit der zweiten Hälfte des 14. Jahrhunderts beurkundet. Die Münzmeister Heinz und Günter von Rosenawe verloren das Adelsprädikat bis 1433 vorübergehend wegen unschicklicher Lebensführung aberkannt. Im Jahre 1500 gehörte Merten von Rosenau zur Ritterschaft der Grafschaft Stolberg. Die Rosenauer waren zudem beim Ritterkanton Baunach immatrikuliert.

## Wappen
Blasonierung: Von Silber und Rot der Länge nach geteilt und rechts wie links drei übereinander gestellte Rosen in jeweils gewechselter Farbe; die Helmzier besteht aus zwei silbernen offenen Büffelhörnern mit je drei roten Rosen bestückt, die Helmdecke ist silbern mit roter Innenseite.

Die Wappenelemente finden sich auch in den Gemeindewappen der Städte Oeslau und Rödental wieder. 

Gemeindewappen von Oeslau
Gemeindewappen von Rödental